# Luc Abalo
Luc Abalo (Ivry-sur-Seine, 6 september 1984) is een Franse handballer. Hij speelt sinds 2006 onder andere in het nationaal handbalteam. Hij kwam daarvoor uit tijdens het Europees kampioenschap,  hij won de gouden medaille op de Olympische Zomerspelen 2008 en Olympische Zomerspelen 2012, het Europese kampioen in 2010 en het wereldkampioen in 2009 en 2011. Hij speelt tegenwoordig voor Paris Saint-Germain Handbal.
| Logo van de Olympische Spelen | Goud | Zilver | Brons | Logo van de Olympische Spelen |
|                               | 1    | 0      | 0     |                               |

2. Jérôme Fernandez ·
3. Didier Dinart ·
4. Cédric Burdet ·
5. Guillaume Gille ·
6. Bertrand Gille ·
8. Daniel Narcisse ·
11. Olivier Girault ·
12. Daouda Karaboué ·
13. Nikola Karabatić ·
14. Cristophe Kempe ·
16. Thierry Omeyer ·
18. Joël Abati ·
19. Luc Abalo ·
21. Michaël Guigou ·
26. Cédric Paty ·
Coach: Claude Onesta
2. Jérôme Fernandez ·
3. Didier Dinart ·
4. Xavier Barachet ·
5. Guillaume Gille ·
6. Bertrand Gille ·
8. Daniel Narcisse ·
9. Guillaume Joli ·
11. Samuel Honrubia ·
12. Daouda Karaboué ·
13. Nikola Karabatić ·
16. Thierry Omeyer ·
18. William Accambray ·
19. Luc Abalo ·
20. Cédric Sorhaindo ·
21. Michaël Guigou ·
Coach: Claude Onesta
8. Daniel Narcisse ·
12. Vincent Gérard ·
13. Nikola Karabatić ·
14. Kentin Mahé ·
15. Mathieu Grébille ·
16. Thierry Omeyer ·
17. Timothey N'Guessan ·
19. Luc Abalo ·
20. Cédric Sorhaindo ·
21. Michaël Guigou ·
22. Luka Karabatić ·
23. Ludovic Fabregas ·
27. Adrien Dipanda ·
28. Valentin Porte ·
Coach: Claude Onesta